# Christian Ernst Weiss

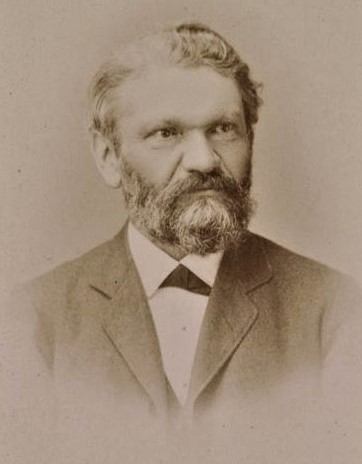
Christian Ernst Weiß (um 1884)

Christian Ernst Weiß, auch Weiss, (* 12. Mai 1833 in Eilenburg; † 4. Juli 1890 in Schkeuditz) war ein deutscher Mineraloge, Geologe und Phytopaläontologe. Er ist der Neffe des Mineralogen Christian Samuel Weiss.
Sein botanisches Autorenkürzel lautet „C.E.Weiss“.

## Leben
Christian Ernst Weiß war Sohn des Eilenburger Eisenwarenhändlers Friedrich Weiß und von Charlotte Auguste geb. Schmidt. Zunächst besuchte er die Knabenschule in Eilenburg. Da beide Elternteile noch vor seinem zehnten Lebensjahr starben, übernahmen Verwandte aus Merseburg die Erziehung des hochbegabten Schülers. Nach dem erfolgreichen Abschluss des Gymnasiums in Merseburg begann Weiß 1854 ein Studium der Geologie und Mineralogie an der Universität Halle, wechselte ein Jahr später an die Friedrich-Wilhelms-Universität Berlin, wo er unter anderem von Heinrich Ernst Beyrich, Gustav Rose, Carl Ritter und seinem Onkel Christian Samuel Weiß unterrichtet wurde. Noch vor der Promotion erarbeitete er sich 1858 die Lehrbefähigung („pro facultate legendi“) an der Universität Berlin. 1859 wurde er über seine Arbeit Ueber die krystallographische Entwicklung des Quarzsystems und über krystallographische Entwicklungen im Allgemeinen an der Universität Halle zum Dr. phil. promoviert.
1860 folgte Weiß einem Ruf zum Dozenten an die Bergschule in Saarbrücken. Während seiner siebenjährigen Lehrtätigkeit in Saarbrücken befasste er sich mit der geologischen Erforschung des „Pfälzisch-Saarbrückner Kohlengebirgs und mit phytopaläontologischen Studien“. Insbesondere als Phytopaläontologe erreichte er in dieser Zeit wegweisende Forschungsergebnisse. 1868 wurde Weiß zum Mitglied der Geologischen Landesanstalt in Bonn ernannt und zog daraufhin an den Rhein, wo er sich als Privatdozent für Mineralogie und Geologie an der Universität Bonn habilitierte.
Nach dem Weggang von Ferdinand Zirkel nach Leipzig wurde Weiß zum ordentlichen Professor für Mineralogie, Geognosie und Geologie an der Universität Kiel berufen. Weiß entschied sich jedoch anders, trat 1872 die Professur für Mineralogie an der Bergakademie Berlin an und wurde Landesgeologe in Berlin. Neben der geologischen Landesaufnahme, die von einer entsprechenden publizistischen Tätigkeit in Form zahlreicher Karten und Erläuterungen begleitet war, arbeitete Weiß weiter auf dem Gebiet der Paläontologie. Schwerpunkt war ihm dabei die systematische Erfassung organischer Überreste und die Feststellung deren Verwandtschaft zu noch lebenden Formen. Durch die Ermittlung deren geologischer Verteilung in den Gesteinsschichten sollten Anhaltspunkte gewonnen werden, um gleich- und ungleichalterige Gebilde zu erkennen. Mit den vier Bänden der Beiträge zur fossilen Flora (1888) hinterließ er ein umfassendes Werk zu seiner Forschungsarbeit. 1882 wurde er Mitglied der Leopoldina.
Am 4. Juli 1890 starb Weiß mit 57 Jahren in Schkeuditz bei Leipzig nach langer Krankheit. Teile seines Nachlasses befinden sich heute in der Paläobotanischen Spezialbibliothek am Museum für Naturkunde Chemnitz und in der Lehr- und Forschungssammlung an der Technischen Universität Berlin.

## Schriften
- Ueber die krystallographische Entwicklung des Quarzsystems und über krystallographische Entwicklungen im Allgemeinen, Phil. Diss., H. W. Schmidt, Halle (Saale) 1859
- Die Mineralien der Freiberger Erzgänge: E. Weiss. Bevorwortet und mit Bemerkungen versehen von B. von Cotta, 1860
- Über Voltzia und andere Pflanzen des bunten Sandsteins zwischen der untern Saar und dem Rheine. Neues Jahrbuch für Mineralogie, Geologie und Palaeontologie, Jahrgang 1864, S. 279–294, Tafel V, Stuttgart 1864 (zobodat.at [PDF]).
- Beiträge zur Kenntniss der Feldspathbildung und Anwendung auf die Entstehung von Quarztrachyt und Quarzporphyr, 1866
- Begleitworte zur geognostischen Uebersichtskarte des kohlenführenden Saar-Rhein-Gebietes, 1868
- Gliederung der Trias im Saarbrückenschen. Neues Jahrbuch für Mineralogie, Geologie und Palaeontologie, Jahrgang 1869, S. 215–219.
- Fossile Flora der jüngsten Steinkohlenformation und des Rothliegenden im Saar-Rhein-Gebiete: Nebst 20 Tafeln und Textfiguren, 1869
- Über Anomopteris Mougeoti. Neues Jahrbuch für Mineralogie, Geologie und Palaeontologie, Jahrgang 1871, S. 363–368, Stuttgart 1871 (zobodat.at [PDF]).
- Das Vorkommen kleiner Schalenreste aus dem unteren Buntsandstein von Dürrenberg, Provinz Sachsen. Zeitschrift der Deutschen Geologischen Gesellschaft, XXVII, 710–712, Berlin 1875
- Steinkohlen-Calamarien: mit besonderer Berücksichtigung ihrer Fructificationen, Neumann, 1876
- Ueber die Entwicklung der fossilen Floren in den geologischen Perioden, 1878
- Atlas von 3 lithographischen Tafeln zur Abhandlung über die Flora des Rothliegenden von Wünschendorf bei Lauban in Schlesien, 1879
- Die Krystallisationsgesetze seit Ch. S. Weiß, insbesondere die Lehre von der Hemiëdrie, erörtert am Diamant, 1880
- Ueber die vertikale Verbreitung der Steinkohlenpflanzen, 1881
- Die Steinkohlen-führenden Schichten bei Ballenstedt am nördlichen Harzrande, A. W. Schade’s Buchdruckerei, 1882
- Ueber einige Pflanzenreste aus der Rubengrube bei Neurode in Nieder-Schliesen, 1884
- Zur Flora der ältesten Schichten des Harzes, 1884
- Petrographische Beiträge aus dem nördlichen Thüringer Walde, 1884
- Über eine Buntsandstein-Sigillaria und deren nächste Verwandte. Jahrbuch der Königlich Preussischen geologischen Landesanstalt und Bergakademie zu Berlin für das Jahr 1885, S. 356–361, Berlin 1886
- Die Sigillarien der preussischen Steinkohlengebiete. – I. Die Gruppe der Favularien, Simon Schropp’sche Hof-Landkartenhandlung (J. H. Neumann), Berlin 1887, Digitalisiert
- Beiträge zur fossilen Flora I–IV, 1888
- Fragliche Lepidodendronreste im Rothliegenden und jüngeren Schichten, A. W. Schade’s Buchdruckerei, 1889
- Erläuterungen zu Blatt Ludweiler – Ausgabe 17 von Geologische Specialkarte von Elsass-Lothringen / Hrsg. von der Commission für die geologische Landes-Untersuchung von Elsass-Lothringen, mit H. Grebe und Leopold van Werveke, Strassburger Druckerei und Verlagsanstalt, Straßburg 1891 (posthum veröffentlicht)
- Erläuterungen zu Blatt Lubeln – Ausgabe 24 von Geologische Specialkarte von Elsass-Lothringen, Hrsg. von der Commission für die geologische Landes-Untersuchung von Elsass-Lothringen, mit H. Grebe und Leopold van Werveke, Strassburger Druckerei und Verlagsanstalt, Straßburg 1894? (posthum veröffentlicht)
- Erläuterungen zu Blatt Bliesbrücken – Ausgabe 27 von Geologische Specialkarte von Elsass-Lothringen, Hrsg. von der Commission für die geologische Landes-Untersuchung von Elsass-Lothringen, mit H. Grebe und Leopold van Werveke, Strassburger Druckerei und Verlagsanstalt, Straßburg 1891 (posthum veröffentlicht)
- Erläuterungen zu Blatt Wolmünster – Ausgabe 28 von Geologische Specialkarte von Elsass-Lothringen, Hrsg. von der Commission für die geologische Landes-Untersuchung von Elsass-Lothringen, mit H. Grebe und Leopold van Werveke, Strassburger Druckerei und Verlagsanstalt, Straßburg 1891 (posthum veröffentlicht)
- Erläuterungen zu Blatt Roppweiler – Ausgabe 29 von Geologische Specialkarte von Elsass-Lothringen, Hrsg. von der Commission für die geologische Landes-Untersuchung von Elsass-Lothringen, mit H. Grebe und Leopold van Werveke, Strassburger Druckerei und Verlagsanstalt, Straßburg 1891 (posthum veröffentlicht)
- Erläuterungen zu Blatt Bitsch – Ausgabe 39 von Geologische Specialkarte von Elsass-Lothringen, Hrsg. von der Commission für die geologische Landes-Untersuchung von Elsass-Lothringen, mit H. Grebe und Leopold van Werveke, Strassburger Druckerei und Verlagsanstalt, Straßburg 1891 (posthum veröffentlicht)